# Нечуйвітер гостролусковий
{{#ifeq:0|0|{{#if:Hieracium acidodontum|{{#if:|[[]}}|[[]]}}}}
Нечуйвітер гостролусковий (Hieracium acidodontum) — вид рослин із родини айстрових (Asteraceae).

## Біоморфологічна характеристика
Це багаторічна рослина 5–25 см заввишки. Листочки обгорток гострі чи загострені, численні, розсіяно-залозисті. Загальне суцвіття волотеве, з 2–4 кошиками. Квітки без волосків, розсіяно залозисті, біло-війчасті. Період цвітіння: травень — липень.

## Середовище проживання
Країни проживання: Норвегія, Швеція, Фінляндія, Україна.
В Україні вид росте на лугах і полянах — у Карпатах.